# Orri Sigurður Ómarsson
Orri Sigurður Ómarsson (18 febbraio 1995) è un calciatore islandese, difensore del Valur e della Nazionale islandese.

## Carriera

### Club
Ómarsson ha cominciato la carriera con la maglia dell'HK Kópavogur, compagine all'epoca militante in 1. deild karla, secondo livello del campionato islandese. Ha esordito in campionato in data 13 maggio 2011, subentrando a Bjarki Már Sigvaldason nella sconfitta casalinga per 0-3 contro l'ÍA Akraness. Al termine di quella stessa annata, l'HK Kópavogur è retrocesso in 2. deild karla. A marzo 2012, Ómarsson è passato all'Aarhus, in Danimarca. Non ha disputato alcun incontro ufficiale in squadra, limitandosi soltanto a delle apparizioni in panchina.
Nel 2015 è tornato dunque in Islanda, per vestire la maglia del Valur, in Úrvalsdeild. Ha debuttato nella massima divisione locale in data 3 maggio, schierato titolare nella sconfitta casalinga per 0-3 contro il Leiknir. Il 29 luglio ha trovato la prima rete, in occasione del pareggio per 1-1 arrivato sul campo del KA Akureyri, sfida valida per l'edizione stagionale della coppa nazionale, trofeo che il Valur si è poi aggiudicato al termine dell'annata.
In virtù di questo successo, col Valur ha partecipato e vinto la Supercoppa d'Islanda 2016. Nello stesso anno, in data 30 giugno, ha esordito nelle competizioni europee per club: è stato titolare nella sconfitta per 1-4 contro il Brøndby, sfida valida per i turni preliminari dell'Europa League 2016-2017. Col Valur ha vinto anche la Bikar karla 2016 e la Supercoppa d'Islanda 2017.
Il 22 gennaio 2018 si è trasferito ufficialmente ai norvegesi del Sarpsborg 08, a cui si è legato con un contratto triennale. Il 23 marzo successivo è stato ceduto all'HamKam con la formula del prestito stagionale.
L'11 gennaio 2019 ha lasciato il Sarpsborg 08 per fare ritorno al Valur.

### Nazionale
Ómarsson ha rappresentato l'Islanda a livello Under-17, Under-19, Under-21 e di Nazionale maggiore. Per quanto concerne la selezione Under-21, ha esordito in data 6 febbraio 2013, schierato titolare nella sconfitta per 3-0 contro il Galles.
Il 10 gennaio 2017 ha invece debuttato per l'Islanda, subentrando a Björn Sigurðarson nella vittoria per 0-2 sulla Cina.

## Statistiche

### Presenze e reti nei club
Statistiche aggiornate all'11 gennaio 2019.
| Stagione            | Club                | Campionato          | Campionato | Campionato | Coppe nazionali | Coppe nazionali | Coppe nazionali | Coppe continentali | Coppe continentali | Coppe continentali | Supercoppe | Supercoppe | Supercoppe | Totale | Totale |
| Stagione            | Club                | Comp                | Pres       | Reti       | Comp            | Pres            | Reti            | Comp               | Pres               | Reti               | Comp       | Pres       | Reti       | Pres   | Reti   |
| ------------------- | ------------------- | ------------------- | ---------- | ---------- | --------------- | --------------- | --------------- | ------------------ | ------------------ | ------------------ | ---------- | ---------- | ---------- | ------ | ------ |
| 2010                | HK Kópavogur        | 1D                  | 0          | 0          | CI              | 0               | 0               | -                  | -                  | -                  | -          | -          | -          | 9      | 0      |
| 2011                | HK Kópavogur        | 1D                  | 20         | 0          | CI              | 2               | 0               | -                  | -                  | -                  | -          | -          | -          | 22     | 0      |
| Totale HK Kópavogur | Totale HK Kópavogur | Totale HK Kópavogur | 20         | 0          |                 | 2               | 0               |                    | -                  | -                  |            | -          | -          | 22     | 0      |
| 2012-2013           | Aarhus              | SL                  | 0          | 0          | CD              | 0               | 0               | -                  | -                  | -                  | -          | -          | -          | 0      | 0      |
| 2013-2014           | Aarhus              | SL                  | 0          | 0          | CD              | 0               | 0               | -                  | -                  | -                  | -          | -          | -          | 0      | 0      |
| 2014-gen. 2015      | Aarhus              | SL                  | 0          | 0          | CD              | 0               | 0               | -                  | -                  | -                  | -          | -          | -          | 0      | 0      |
| Totale Aarhus       | Totale Aarhus       | Totale Aarhus       | 0          | 0          |                 | 0               | 0               |                    | -                  | -                  |            | -          | -          | 0      | 0      |
| 2015                | Valur               | UD                  | 22         | 0          | CI              | 5               | 1               | -                  | -                  | -                  | -          | -          | -          | 27     | 1      |
| 2016                | Valur               | UD                  | 21         | 0          | CI              | 5               | 0               | UEL                | 2                  | 0                  | SI         | 1          | 0          | 29     | 0      |
| 2017                | Valur               | UD                  | 22         | 1          | CI              | 2               | 0               | UEL                | 4                  | 0                  | SI         | 1          | 0          | 27     | 1      |
| gen.-mar. 2018      | Sarpsborg 08        | ES                  | 0          | 0          | CN              | -               | -               | UEL                | -                  | -                  | -          | -          | -          | 0      | 0      |
| mar.-ago. 2018      | HamKam              | 1D                  | 15         | 0          | CN              | 4               | 0               | -                  | -                  | -                  | -          | -          | -          | 19     | 0      |
| ago.-dic. 2018      | Sarpsborg 08        | ES                  | 2          | 0          | CN              | -               | -               | UEL                | 0                  | 0                  | -          | -          | -          | 2      | 0      |
| 2019                | Valur               | UD                  | 0          | 0          | CI              | 0               | 0               | -                  | -                  | -                  | -          | -          | -          | 0      | 0      |
| Totale Valur        | Totale Valur        | Totale Valur        | 65         | 1          |                 | 12              | 1               |                    | 6                  | 0                  |            | 2          | 0          | 85     | 2      |
| Totale              | Totale              | Totale              | 102        | 1          |                 | 18              | 1               |                    | 6                  | 0                  |            | 2          | 0          | 128    | 2      |

### Cronologia presenze e reti in nazionale
| Cronologia completa delle presenze e delle reti in nazionale ― Islanda | Cronologia completa delle presenze e delle reti in nazionale ― Islanda | Cronologia completa delle presenze e delle reti in nazionale ― Islanda | Cronologia completa delle presenze e delle reti in nazionale ― Islanda | Cronologia completa delle presenze e delle reti in nazionale ― Islanda | Cronologia completa delle presenze e delle reti in nazionale ― Islanda | Cronologia completa delle presenze e delle reti in nazionale ― Islanda | Cronologia completa delle presenze e delle reti in nazionale ― Islanda |
| Data                                                                   | Città                                                                  | In casa                                                                | Risultato                                                              | Ospiti                                                                 | Competizione                                                           | Reti                                                                   | Note                                                                   |
| ---------------------------------------------------------------------- | ---------------------------------------------------------------------- | ---------------------------------------------------------------------- | ---------------------------------------------------------------------- | ---------------------------------------------------------------------- | ---------------------------------------------------------------------- | ---------------------------------------------------------------------- | ---------------------------------------------------------------------- |
| 10-1-2017                                                              | Nanning                                                                | Cina                                                                   | 0 – 2                                                                  | Islanda                                                                | Amichevole                                                             | -                                                                      | 90’                                                                    |
| 8-2-2017                                                               | Las Vegas                                                              | Messico                                                                | 1 – 0                                                                  | Islanda                                                                | Amichevole                                                             | -                                                                      |                                                                        |
| 14-1-2018                                                              | Giacarta                                                               | Indonesia                                                              | 1 – 4                                                                  | Islanda                                                                | Amichevole                                                             | -                                                                      | 46’                                                                    |
| Totale                                                                 |                                                                        | Presenze                                                               | 3                                                                      |                                                                        | Reti                                                                   | 0                                                                      |                                                                        |

## Palmarès

### Club

#### Competizioni nazionali
- Campionato islandese: 1

Valur: 2020
- Coppa di Lega islandese: 1

Valur: 2025